# India a 2010. évi téli olimpiai játékokon

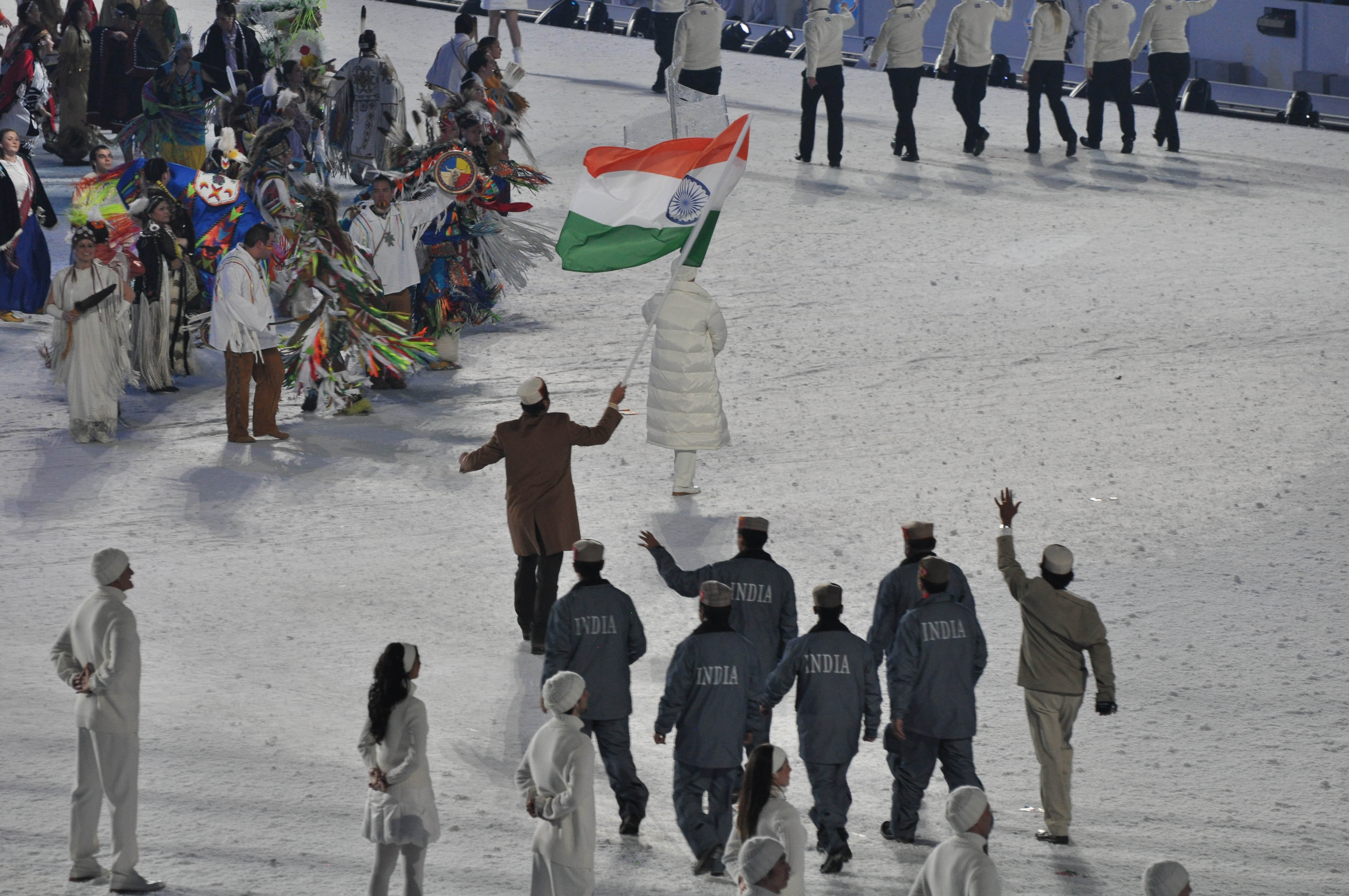
India olimpiai küldöttsége a megnyitón

India a kanadai Vancouverben megrendezett 2010. évi téli olimpiai játékok egyik részt vevő nemzete volt. Az országot az olimpián 3 sportágban 3 sportoló képviselte, akik érmet nem szereztek.

## Alpesisí
Férfi
| Versenyző         | Versenyszám      | 1. futam | 1. futam | 2. futam | 2. futam | Összesítés | Összesítés |
| Versenyző         | Versenyszám      | Idő      | Hely.    | Idő      | Hely.    | Idő        | Helyezés   |
| ----------------- | ---------------- | -------- | -------- | -------- | -------- | ---------- | ---------- |
| Dzsamjang Namgyal | Óriás-műlesiklás | 1:46,77  | 89.      | 1:48,15  | 81.      | 3:34,92    | 81.        |

## Sífutás
Férfi
| Versenyző   | Versenyszám | Eredmény | Helyezés |
| ----------- | ----------- | -------- | -------- |
| Tasi Lundup | 15 km       | 41:36,8  | 83.      |

## Szánkó
| Versenyző    | Versenyszám | 1. futam | 1. futam | 2. futam | 2. futam | 3. futam | 3. futam | 4. futam | 4. futam | Összesítés | Összesítés |
| Versenyző    | Versenyszám | Idő      | Hely.    | Idő      | Hely.    | Idő      | Hely.    | Idő      | Hely.    | Idő        | Helyezés   |
| ------------ | ----------- | -------- | -------- | -------- | -------- | -------- | -------- | -------- | -------- | ---------- | ---------- |
| Siva Kesavan | Férfi egyes | 49,561   | 31.      | 49,529   | 27.      | 49,597   | 29.      | 49,786   | 31.      | 3:18,473   | 29.        |